# جوليا ميجينس
جوليا ميجينس (بالإنجليزية: Julia Migenes)‏ (و. 1949  م) هي موسيقية، ومغنية، ومغنية أوبرا، وممثلة أفلام أمريكية، ولدت في نيويورك.

## التعليم
تعلمت في ثانوية الموسيقى والفن
.

## وصلات خارجية
- جوليا ميجينس على موقع IMDb (الإنجليزية)
- جوليا ميجينس على موقع روتن توميتوز (الإنجليزية)
- جوليا ميجينس على موقع روتن توميتوز (الإنجليزية)
- جوليا ميجينس على موقع مونزينجر (الألمانية)
- جوليا ميجينس على موقع ألو سيني (الفرنسية)
- جوليا ميجينس على موقع ميوزك برينز (الإنجليزية)
- جوليا ميجينس على موقع أول موفي (الإنجليزية)
- جوليا ميجينس على موقع قاعدة بيانات برودواي على الإنترنت (الإنجليزية)
- جوليا ميجينس على موقع إن إن دي بي (الإنجليزية)
- جوليا ميجينس على موقع أول ميوزيك (الإنجليزية)